# Max Boller
Max Boller (* 3. August 1897 in Zürich; † 25. Juli 1974 in Berlingen; heimatberechtigt in Zürich) war ein Schweizer Mediziner und Maler.

## Leben und Werk
Boller wirkte als Landarzt rund um seinen Wohnort Ermatingen. Er war ein Schüler des Zeichenlehrers Eduard Stiefel am kantonalen Gymnasium Zürich.
Während seines Medizinstudiums besuchte Boller Abendkurse in Paris, München und Zürich. Er wurde durch seine Landschafts- und Seenlandschaftsbilder bekannt.
Als Karl Scheffler in Überlingen lebte, pflegte er zu diesem regelmässigen Kontakt.